# ビント製錬所
ビント精錬所（ビントせいれんじょ）はボリビアの製錬所。オルロ近郊に位置し、付近のワヌニ鉱山で産出されるスズを主に精錬している。年産能力は20,000トンだが、近年の実績は10,000トン程度にとどまっている。

## 歴史
ビント製錬所は1971年に国営施設として創業し、精錬国家企業の下で操業を行なっていた。鉱山などの民営化に伴い、1999年にイギリスの企業・RBGリソースがボリビア政府から1,475万ドルで落札したが、入札条件に不備があった事が後に指摘されている。当時の同精錬所の価値が14,000万ドルだったのに対して落札額はその10分の1にとどまっており、さらに、落札時に保有していた1,600万ドル相当のスズ鉱石や精錬されたスズ、精錬所の部品等も施設と共に同社に引き渡された。
翌2000年にサンチェス・ロサダの所有する企業・コムスールがビント製錬所を買収し、2005年にはスイスの貿易商社・グレンコアがコムスール自体を1億ドルで買収した。その後、グレンコアは実際の運営に当たるシンチ・ ワイラ社を新たに創設している。これら一連の買収が不透明だった事を理由に、シンチ・ ワイラの全資産を国有化しビント製錬会社が運営を行なうことが、2007年2月9日にボリビア政府から同社に通達された。また2009年1月19日には、政府が4,000万ドルを投資して新しい製錬所を建設することが発表されている。